# Parlamentswahlen in Argentinien 2009
Die Parlamentswahlen in Argentinien 2009 fanden am 28. Juni des Jahres statt. 
Erneuert wurden die Hälfte der Sitze im Repräsentantenhaus (128 von 256 Sitzen) und ein Drittel der Sitze im Senat (24 von 72 Sitzen). Während die Abgeordnetenhauswahlen landesweit und zum selben Zeitpunkt durchgeführt wurden, wurden die Senatswahlen nur in acht Provinzen abgehalten, die nach einem 2001 per Los bestimmten Turnusmuster ihre Senatsitze komplett erneuerten.
Die Wahlen waren von der Regierung Cristina Fernández de Kirchner von der dritten Oktoberwoche auf den 28. Juni vorverlegt worden, als Grund wurde die Finanzkrise ab 2007 angegeben, von der auch Argentinien betroffen war. Das Land sollte nicht in Mitleidenschaft durch einen langen, ausufernden Wahlkampf gezogen werden, so Fernández de Kirchner. Die beiden Kammern des Kongresses hatten der Verlegung zugestimmt.

## Ausgangssituation
Der Kongress in seiner Zusammensetzung zwischen 2007 und 2009 war vom regierenden Frente para la Victoria (FPV) Fernández de Kirchners bestimmt, das, wenn man alle Alliierten der weitgefassten Allianz mitrechnet, die absolute Mehrheit stellte. Im Laufe der Jahre 2008 und 2009 wandten sich jedoch einige der ehemaligen Alliierten der Opposition zu.

## Wahlkampf
Der Wahlkampf war vor allem von Auseinandersetzungen zwischen den regierenden Peronisten des FPV und den zwei stärksten Oppositionsblöcken geprägt: der Propuesta Republicana (konservativ-liberal), die unter dem Kürzel Union Pro gemeinsam mit einem Teil des rechten Flügels der Peronisten, der Unión Celeste y Blanco unter der Führung von Francisco de Narváez antrat, und dem Acuerdo Cívico y Social, einer Allianz aus ARI, Sozialisten und UCR. Eine Zusammenarbeit beider Blöcke fand nur sehr begrenzt statt.

## Ergebnis
Das regierende Wahlbündnis FPV musste bei der Wahl starke Verluste hinnehmen. Von einem Ausgangswert von 45 Prozent im Jahr 2007 fiel es auf 31 Prozent 2009 und blieb damit nur knapp stärkste Kraft. Die Wahlergebnisse sind jedoch nicht vollständig vergleichbar, da einige vorher mit dem FPV alliierte Regionaldivisionen der PJ sich 2009 dem Oppositionsblock Unión-PRO und der dissidenten PJ angeschlossen hatten. Auch hatte das FPV 2007 von der Unterstützung einiger Regionaldivisionen der UCR profitiert, die sich 2009 wieder als klar oppositionell aufstellten.

### Abgeordnetenkammer
| Partei/Wahlbündnis                           | Ergebnis in % |
| -------------------------------------------- | ------------- |
| Frente para la Victoria                      | 31,2          |
| Acuerdo Cívico y Social (UCR, ARI, PS)       | 30,7          |
| Unión-PRO                                    | 18,7          |
| Dissidente PJ (außer Unión Celeste y Blanco) | 8,0           |
| Sonstige Mitte-links-Parteien                | 5,2           |
| Linksparteien                                | 1,7           |
| Andere                                       | 4,5           |

| Sitze in der Abgeordnetenkammer Insgesamt 257 Sitze             |                     |                  |                  |                    |
| Block                                                           | Gesamtzahl vor 2009 | 2009 zu erneuern | 2009 neu gewählt | Gesamtzahl ab 2009 |
| Frente para la Victoria – PJ                                    | 116                 | 60               | 31               | 87                 |
| Unión Cívica Radical                                            | 30                  | 12               | 25               | 43                 |
| Coalición Cívica                                                | 18                  | 3                | 4                | 19                 |
| Partido Socialista                                              | 10                  | 5                | 1                | 6                  |
| Propuesta Republicana Unión Celeste y Blanco                    | 9 4                 | 5 2              | 7 0              | 11 2               |
| Solidaridad e Igualdad (SI) – Proyecto Progresista Proyecto Sur | 9 1                 | 6 0              | 0 4              | 3 5                |
| Nuevo Encuentro                                                 | 3                   | 0                | 2                | 5                  |
| Quelle: Abgeordnetenkammer des Nationalkongresses               |                     |                  |                  |                    |

### Senat
| Ergebnisse im Senat     | Ergebnisse im Senat | Ergebnisse im Senat |
| Partei                  | Veränderungen 2009  | Sitze gesamt        |
| ----------------------- | ------------------- | ------------------- |
| Frente para la Victoria | −4                  | 36                  |
| Acuerdo Cívico y Social | +7                  | 23                  |
| Unión-Pro               | 0                   | 7                   |
| andere PJ-Gruppierungen | 0                   | 2                   |
| Sonstige                | −4                  | 23                  |